# Thunderbolt the Avenger
Thunderbolt the Avenger var en kortlivad brittisk tecknad superhjälteserie om en vekling till polis vid namn Mick Riley, som får superkrafter när han bär ett armbandsur innehållande ett nyupptäckt (troligen radioaktivt) ämne. Serien gick i den engelska serietidningen Buster 1965–67.
Figuren kallades Flash när han kortvarigt dök upp i Sverige.